# Helmut Ettl
Helmut Ettl (Linz, 23 agosto 1965) è un economista austriaco.

## Biografia
Helmut Ettl è stato molto attivo in gioventù nella "Gioventù socialista austriaca" e nel movimento studentesco. Ettl era il portavoce della scuola e della scuola statale e co-fondatore del centro culturale Kapu di Linz (centro per la musica indipendente e punk). Ha completato i suoi studi in economia a Linz.
Nel 1995 si è trasferito alla Oesterreichische Nationalbank nel dipartimento per l'analisi dello sviluppo economico all'estero con un focus sull'analisi dello sviluppo economico dell'Europa occidentale. Successivamente è stato nominato vicedirettore e l'anno successivo vicedirettore del Dipartimento Analisi e Auditing Bancario. Dopo aver soggiornato presso il Fondo Monetario Internazionale a Washington e la Commissione Europea a Bruxelles, si è laureato alla London School of Economics. Ettl è Direttore dell'Autorità austriaca per i mercati finanziari (FMA) dal 2008 o dalle proroghe nel 2013 e 2017, dal 2011 è membro del "Supervisory Board" dell'Autorità bancaria europea (EBA) e dell'European Systemic Risk Board (ESRB) e dal 2014 membro del Consiglio di vigilanza della vigilanza bancaria (SSM) della Banca centrale europea (BCE). Ettl ha fatto tempestivamente riferimento ai problemi con Bitcoin, Brexit, Lehmann Brothers e la politica di bilancio dell'UE e dei singoli paesi europei.